# Костенко, Галина Савватеевна
Галина Савватеевна Костенко (17 апреля 1950, Сергеевка, Амурская область — 2 марта 2010, Тында, Амурская область) — каменщик строительно-монтажного поезда № 544 треста «Центробамстрой» Министерства транспортного строительства СССР, Амурская область, полный кавалер ордена Трудовой Славы (1985).

## Биография
Родилась 17 апреля 1950 года в селе Сергеевка Читинской области (ныне — Забайкальский край) в семье крестьянина.
По комсомольской путёвке приехала на строительство Байкало-Амурской магистрали (БАМ) В 1972 году, работала каменщиком строительно-монтажного поезда № 544 (СМП-544) треста «Центробамстрой».
Указами Президиума Верховного Совета СССР от 29 августа 1975 года награждена орденом Трудовой Славы 3-й степени.
Указом Президиума Верховного Совета СССР от 5 февраля 1981 года награждена орденом Трудовой Славы 2-й степени.
Указом Президиума Верховного Совета СССР от 29 апреля 1985 года Костенко Галина Савватеевна награждена орденом Трудовой Славы 1-й степени, став полным кавалером ордена Трудовой Славы.
В 1988 году бригада, в которой Костенко трудилась, раньше срока выполнила десятимесячный план по генеральному подряду и заняла первое место среди подразделений СМП-544.
В 1985 году избрана депутатом Верховного Совета РСФСР, добросовестно выполняла депутатские обязанности. На её счету строительство в Тынде гостиницы на 210 мест и большого детского сада. Костенко добилась строительства и ввода в строй 1 сентября 1990 года новой школы в Сковородино.
В 1986 году избиралась делегатом XXVII съезда КПСС и вошла в состав партийной делегации Амурской области.
Решением исполкома Тындинского городского Совета народных депутатов № 000 от 01.01.2001 удостоена звания Почётный гражданин города Тынды (27.11.1985).
Депутат Верховного Совета РСФСР 11-го созыва (1985—1990). Избиралась депутатом Тындинского Совета народных депутатов. С 2005 года на пенсии.

## Награды
Награждена орденами Трудовой Славы 1-й, 2-й, 3-й степеней:
3 ст. 29.08.1975 № 152762
2 ст. 05.02.1981 № 9776
1 ст. 29.04.1985 № 117
- медалями, в том числе медалями ВДНХ СССР, знаками «Ударник пятилетки», «Победитель социалистического соревнования»